# フランス航空事故調査局
フランス航空事故調査局（フランスこうくうじこちょうさきょく、フランス語: Bureau d'Enquêtes et d'Analyses pour la Sécurité de l'Aviation Civile）はフランスにおける航空事故の調査を実施し、調査結果から安全へ向けての改善を提案するフランスの政府機関。略称はBEA。日本語においてはフランス民間航空事故調査局、フランス民間航空安全調査局などとも表記される。

## 概要
本部はパリ近郊のル・ブルジェ空港にある。BEAには120名の職員が在籍しており、そのうち30名が調査官、12名が調査助手（investigative assistant）である。 
1946年の設立以来、民間航空に関する規則（Code de l'aviation civile）R711-1・L711-1およびそれらに関連する民間航空についてのフランス法令に従って運営されている。
国際的なルールに従い、BEAはフランスの領内で発生した航空事故に対して管轄権を有する。また、フランス製の航空機によって発生したフランス領以外での事故に対しても、現地の政府が技術的な調査を開始しない場合やBEAに対して支援を要請している場合には管轄権を有することとなる。
局長は2001年12月17日よりポール＝ルイ・アルスラニアン、2009年よりジャン＝パウル・トロアデックが務めていたが、2014年1月1日に現在のレミ・ジュティに交代した。

## 施設

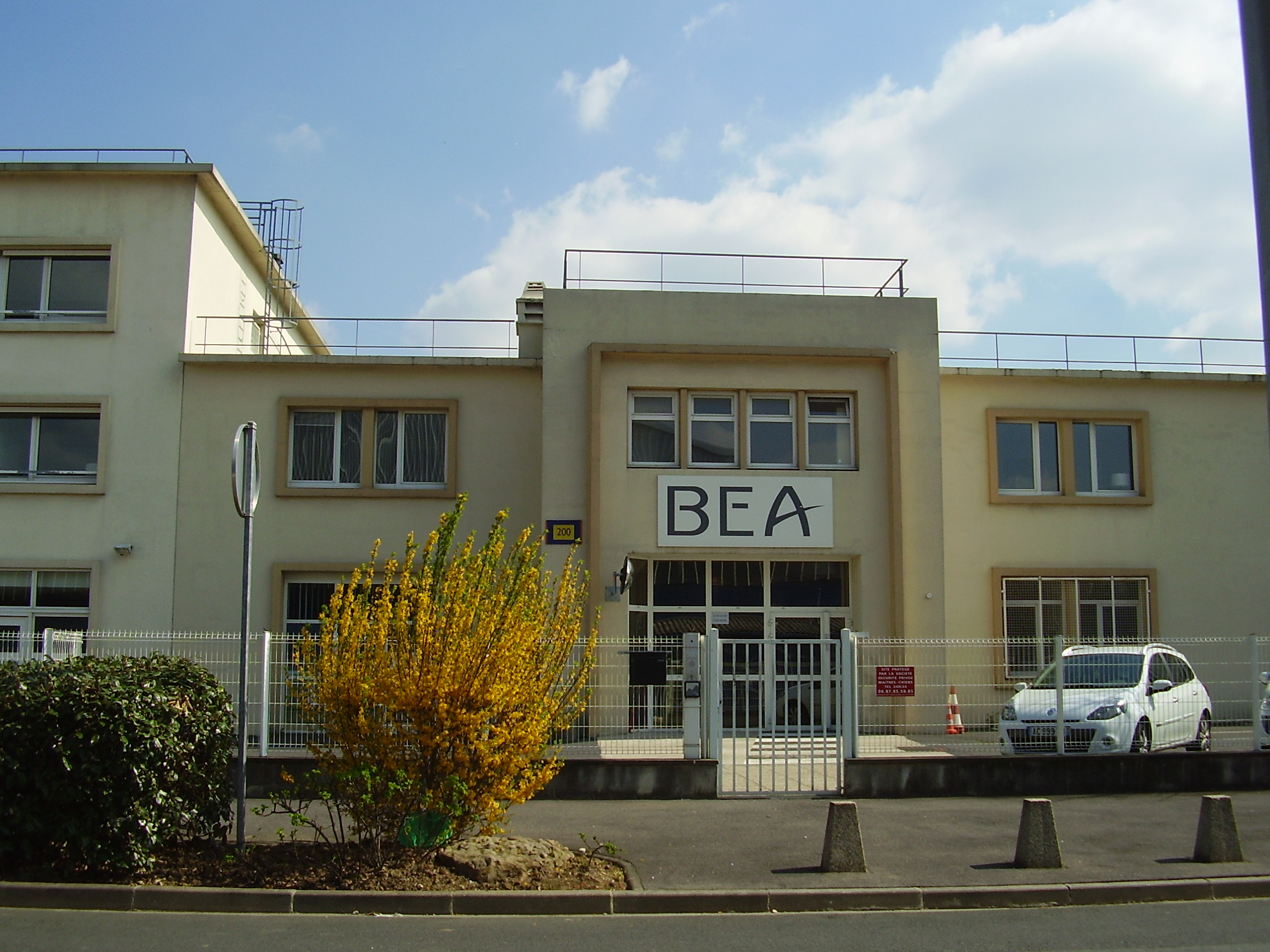
ル・ブルジェ空港のBEA本庁舎

BEA本部はル・ブルジェ空港の第153棟（Bâtiment 153）に存在しており、そのほぼ正面にはル・ブルジェ航空宇宙博物館 が存在している。一時期はパリの15区に本部が存在していた。
日本においては、国家機関の本庁舎とは思えないようなその外観の簡素ぶりがインターネットで話題となり、2019年にはこれに影響を受けた日本人のダンボール工芸家がBEA本庁舎の模型を作成しニコニコ動画とYouTubeに製作過程をアップロードしたところ、BEA職員の目にとまり公式のTwitterアカウントで紹介された他、制作者に貸し出しや買い取りの依頼を行い、最終的に寄贈されることとなった。なお、BEAはこの模型を2019年の年次報告書でも紹介している（※P.70に写真あり）。報告書には「Maquette en carton du siège situé au Bourget réalisée en 2019 par(作者氏名) un passionné d'aviation japonais qui décida de l'offrir au BEA.
Elle est dorénavant exposée au sein de nos locaux.」(日本語略: ル・ブルジェにある座席の段ボール模型は、2019年に日本の航空愛好家である(作者氏名)によって作られ、BEAに提供することを決定しました。
それは現在、私たちの敷地内に展示されています。)とあり現在は展示されているようである。
ル・ブルジェにおけるBEAの施設には5,000平方メートル (54,000 sq ft)の敷地がある。1999年には3,000平方メートル (32,000 sq ft)だったものが、2002年に現在の面積まで拡大された。それ以前の敷地面積は1,000平方メートル (11,000 sq ft)であった。
また、BEAはムラン飛行場にも制限エリア内のハンガーを含め、合計6,000平方メートル (65,000 sq ft)の敷地面積に及ぶ設備を保有しているほか、 ボヌーイ＝シュル＝マルヌの制限エリア内にもハンガーを保有している。
BEAの支部はエクス＝アン＝プロヴァンス、ボルドー、レンヌ、トゥールーズに存在する。